# ガエタノ・ベラルディ
ガエタノ・ベラルディ（Gaetano Berardi、1988年8月21日 - ）は、スイス・ソレンゴ出身の元プロサッカー選手。元サッカースイス代表。現役時代のポジションは、DF。

## 経歴

### クラブ
出身地にほど近いFCルガーノでプレーを始め、2004年夏にブレシア・カルチョに移籍。2007年6月のセリエB・ペスカーラ・カルチョ戦でトップチームデビュー。2009-10シーズン、昇格プレーオフを勝ち抜きセリアA昇格を果たした。
2012年1月、ブレシアで指導を受けたジュゼッペ・イアキーニ監督率いるUCサンプドリアに移籍。2011-12シーズン、昇格プレーオフを勝ち抜きセリアA昇格を果たした。
2014年7月、リーズ・ユナイテッドAFCに移籍。
2022年1月30日、シーズン終了までの契約でFCシオンに移籍。
2023年5月31日、現役引退を表明した。

### 代表
各年代でスイス代表に選出されている。
2011年8月のリヒテンシュタイン戦でA代表初キャップ。

## タイトル

### クラブ
リーズ
- EFLチャンピオンシップ: 2019–20[4]